# Amateurliga Berlin 1956/57
In 1956/57 werd het zevende voetbalkampioenschap gespeeld van de Amateurliga Berlin. Het was de hoogste amateurklasse voor clubs uit West-Berlijn. De competitie was het tweede niveau en de kampioen en vicekampioen promoveerden naar de Berliner Stadtliga, een van de vijf hoogste divisies.
BFC Alemannia 1890 nam namens Berlijn deel aan het Duits amateurvoetbalkampioenschap.

## Eindstand
| Plaatsa | Club                       | Wed. | Saldo | Ptn.  |
| ------- | -------------------------- | ---- | ----- | ----- |
| 1.      | BFC Alemannia 1890         | 28   | 90:35 | 45:11 |
| 2.      | SC Wacker 04 Berlin        | 28   | 79:21 | 44:12 |
| 3.      | VfB Hermsdorf              | 28   | 81:35 | 40:16 |
| 4.      | 1. FC Neukölln             | 28   | 67:40 | 35:21 |
| 5.      | BSC Rehberge               | 28   | 54:44 | 33:23 |
| 6.      | BFC Meteor 06              | 28   | 49:64 | 27:29 |
| 7.      | Neuköllner SC Südstern     | 28   | 47:54 | 25:31 |
| 8.      | Spandauer BC 06            | 28   | 58:67 | 25:31 |
| 9.      | BSC Kickers 1900           | 28   | 45:53 | 24:32 |
| 10.     | SC Alemannia 06 Haselhorst | 28   | 52:64 | 24:32 |
| 11.     | VfB Britz                  | 28   | 48:67 | 24:32 |
| 12.     | SSC Südwest 1947           | 28   | 44:65 | 23:33 |
| 13.     | FC Lichterfelde 12         | 28   | 48:79 | 22:34 |
| 14.     | BBC Südost                 | 28   | 38:74 | 16:40 |
| 15.     | VfL Nord Berlin            | 28   | 43:81 | 13:04 |

|  | Promotie   |
|  | Degradatie |